# Johann Philipp Becker
Johan Philipp Becker (Frankenthal, 1809 – Ginevra, 1886) è stato un rivoluzionario tedesco.

## Biografia
Negli anni trenta e quaranta del XIX secolo partecipò a varie sommosse in Svizzera e Germania. Nel 1849 comandò la Milizia popolare del Baden durante la rivoluzione del Baden-Palatinato.
Divenuto un'importante figura dell'Internazionale dei lavoratori nel 1860, strinse amicizia con Karl Marx e Friedrich Engels, avvicinandosi in maniera rilevante al comunismo.